# ایوان نیفونتوف
ایوان نیفونتوف (روسی: Иван Витальевич Нифонтов؛ زادهٔ ۵ ژوئن ۱۹۸۷) جودوکار اهل روسیه است.